# Kaysersberg Vignoble
Kaysersberg Vignoble község Franciaország Grand Est régiójában, Haut-Rhin megyében. Új községként 2016. január 1-jén jött létre Kaysersberg, Kientzheim és Sigolsheim korábbi község egyesítésével.

## Népesség
| Lakosok száma | 4523 | 4444 | 4394 | 4412 | 4401 | 4391 |
|               | 2017 | 2018 | 2019 | 2020 | 2021 | 2022 |